# Eliezer Sherbatov
Eliezer Alekseïevitch Sherbatov (né le 9 octobre 1991 à Rehovot en Israël) est un joueur de hockey sur glace israélien. Sa biographie, Sherbatov : le garçon qui voulait jouer au hockey, écrite par Anna Rosner et traduite en français par André Gagnon, a paru en octobre 2022 (Great Plains et Editions Hurtubise). 

## Biographie
Eliezer Sherbatov nait à Rehovot en Israël dans une famille qui comprend ses frères Boris et Yonatan. Ses parents, Anna et Alexei, sont nés en Russie tout comme ses deux frères. Comme ces derniers, il pratique les arts martiaux mixtes dans sa jeunesse, une discipline qu'il continue de pratiquer pendant sa carrière. Ses frères vont, quant à eux, former l'Académie Sherbatov et faire carrière dans la boxe et les arts martiaux mixtes. Eliezer commence à jouer au hockey sur glace à l'âge de sept ans,. Il avait auparavant déménagé au Canada à l'âge d'un an. Son père, Alexei, voulait qu'un de ses fils devienne un joueur du calibre de Guy Lafleur.
En 2006, Sherbatov termine au premier rang des marqueurs dans les rangs pee-wee AA à l'échelle de la province. Peu après, il se blesse en faisant du patin à roulettes. Il doit alors subir trois opérations à son genou gauche et doit arrêter le hockey pendant deux ans et demi. Sherbatov n'a aucune sensation sous le genou gauche, et il marche à l'aide d'une attelle. Après sa dernière saison avec le Rousseau de Laval-Bourassa dans la LHMAAA, il est agent libre et rejoint le Club de hockey junior de Montréal, une équipe de la Ligue de hockey junior majeur du Québec.
Après son passage en LHJMQ, il passe professionnel en France avant de prendre la route du Kazakhstan. Lors de son passage au Beïbarys Atyraou, il devient le meilleur pointeur de l'équipe. Il prend part au camp d'entrainement du Dinamo Riga en 2016, mais ne parvient pas à percer l'effectif.
Après des pressions faites par Jean Perron auprès du SKA Saint-Pétersbourg et du KHL Medveščak Zagreb, Sherbatov rejoint la KHL au sein du HC Slovan Bratislava à la suite d'une recommandation par Simon Després auprès de l'équipe. Le 1er septembre 2017, Sherbatov participe à son premier match de la KHL. Il est le premier israélien à y parvenir et le premier israélien à jouer dans une ligue majeure depuis Oren Eizenman en 2011.
Après cette saison avec Bratislava, Després est invité au camp d'entrainement des Canadiens de Montréal. Ce dernier s'entraine alors avec Sherbatov et plusieurs rumeurs envoient l'attaquant israélien le rejoindre au camp des Habs,. Cette opportunité ne se présente finalement pas et Sherbatov passe une saison partagée entre quatre équipes situées dans quatre pays différents. L'année suivante, il fait un retour au Kazakhstan avec le Ertis Pavlodar.
En 2020, Sherbatov rejoint le TH Unia Oświęcim, formation de la PHL. Oświęcim, forme polonaise d'Auschwitz, est la ville où se trouve le camp d'extermination d'Auschwitz. Sherbatov mentionne au journal israélien Yediot Aharonot l'importance symbolique d'un joueur juif jouant dans cette ville. Cependant, cette décision cause controverse entre autres en Israël où il est accusé de trahison par une partie de la population. En réponse à ces accusations, Sherbatov déclare qu'il a signé avec l'équipe dans le but de jouer pour les victimes de la Shoah.
L'année suivante, il prend la direction de l'Ukraine et rejoint le HC Mariupol. Il déclare qu'il a pris cette décision car l'équipe était bien placée dans la lutte au championnat national. Durant son passage dans la ligue, il se montre critique par rapport au manque d'action contre Andriy Denyskin à la suite de comportements racistes à l'encontre de Jalen Smereck durant un match. C'est durant son passage à Marioupol que se déclenche l'invasion russe de l'Ukraine. Au déclenchement du conflit, il se réfugie avec ses coéquipiers dans un hôtel près de Kramatorsk, situé aux portes de la séparatiste république populaire de Donetsk, qui se trouve rapidement assiégé lors d'une bataille. Sherbatov doit alors quitter la région et prend le train depuis Droujkivka pour Lviv. Il se noue alors d'amitié avec Deniss Berdniks, un défenseur du HC Kramatorsk, avec qui il fait le trajet vers l'Est. Il doit passer plusieurs zones de guerre avant d'entrer en contact avec l'ambassade d'Israël en Pologne ainsi que le consulat de Lettonie. L'ambassade israélienne aide Eliezer à traverser la frontière polonaise puis rentrer à Laval où il rejoint sa famille, dont un nourrisson de deux mois qu'il n'a jamais vu,,.
Le 8 août 2022, l'équipe des Marquis de Jonquière de la Ligue nord-américaine de hockey annonce que Sherbatov s'alignera avec l'équipe pour la saison 2022-23. Il s'agira d'un retour dans la LNAH pour Sherbatov, lui qui avait disputé 4 matchs avec les Blackjacks de Berlin en 2018. Il a cumulé 3 buts et 2 aides en 2 matchs lors de la première semaine d'activité, récoltant le titre de première étoile de la semaine 1 de la LNAH. 

### Carrière internationale
Sherbatov représente Israël au niveau international. Après avoir représenté le pays au niveau des moins de 18 ans, le calendrier de la LHJMQ l'empêche de participer au championnat du monde junior. Il participe à son premier championnat sénior en 2010, mais se fait particulièrement remarquer l'année suivante à la suite d'un but spectaculaire contre la Grèce dans une victoire de 26-2. Sa production de 14 buts et 16 aides en quatre rencontres durant cette compétition lui vaut d'être reconnu meilleur attaquant du tournoi. Sa participation aux tournois internationaux va être de nouveau rendu impossible lors de son passage au Kazakhstan dû à un conflit d’horaire entre le championnat kazakh et les divisions dans lesquelles Israël participe. En 2019, Sherbatov est le capitaine de la formation israélienne qui remporte la division IIB du championnat du monde. Il termine également comme meilleur pointeur du tournoi avec 15 points.

## Statistiques

### En club
| Saison    | Équipe                            | Ligue               |    | Saison régulière | Saison régulière | Saison régulière | Saison régulière | Saison régulière |    | Séries éliminatoires | Séries éliminatoires | Séries éliminatoires | Séries éliminatoires | Séries éliminatoires |
| Saison    | Équipe                            | Ligue               | PJ | B                | A                | Pts              | Pun              | PJ               | B  | A                    | Pts                  | Pun                  |                      |                      |
| 2008-2009 | Rousseau de Laval-Bourassa        | MAAA                | 45 | 29               | 32               | 61               | 30               | 18               | 15 | 3                    | 18                   | 14                   |                      |                      |
| 2009-2010 | Club de hockey junior de Montréal | LHJMQ               | 62 | 12               | 18               | 30               | 12               | 7                | 1  | 3                    | 4                    | 2                    |                      |                      |
| 2010-2011 | Club de hockey junior de Montréal | LHJMQ               | 37 | 3                | 6                | 9                | 17               | -                | -  | -                    | -                    | -                    |                      |                      |
| 2010-2011 | Drakkar de Baie-Comeau            | LHJMQ               | 21 | 3                | 3                | 6                | 0                | -                | -  | -                    | -                    | -                    |                      |                      |
| 2011-2012 | Hockey Club Neuilly-sur-Marne 93  | Ligue Magnus        | 20 | 5                | 7                | 12               | 12               | 4                | 1  | 1                    | 2                    | 0                    |                      |                      |
| 2012-2013 | Hockey Club Neuilly-sur-Marne 93  | Division 1          | 25 | 20               | 31               | 51               | 12               | 2                | 0  | 1                    | 1                    | 2                    |                      |                      |
| 2012-2013 | Français volants de Paris U22     | France U22 2        | -  | -                | -                | -                | -                | 3                | 4  | 4                    | 8                    | 8                    |                      |                      |
| 2013-2014 | HK Astana                         | Kazakhstan          | 51 | 16               | 24               | 40               | 16               | 4                | 0  | 0                    | 0                    | 12                   |                      |                      |
| 2014-2015 | Beïbarys Atyraou                  | Kazakhstan          | 51 | 5                | 12               | 17               | 44               | 15               | 4  | 1                    | 5                    | 6                    |                      |                      |
| 2015-2016 | Beïbarys Atyraou                  | Kazakhstan          | 53 | 12               | 33               | 45               | 24               | 15               | 6  | 4                    | 10                   | 4                    |                      |                      |
| 2016-2017 | Beïbarys Atyraou                  | Kazakhstan          | 31 | 10               | 21               | 31               | 20               | -                | -  | -                    | -                    | -                    |                      |                      |
| 2017-2018 | HC Slovan Bratislava              | KHL                 | 35 | 1                | 3                | 4                | 8                | -                | -  | -                    | -                    | -                    |                      |                      |
| 2018-2019 | BlackJacks de Berlin              | LNAH                | 5  | 1                | 4                | 5                | 0                | -                | -  | -                    | -                    | -                    |                      |                      |
| 2018-2019 | HK Kurbads                        | Optibet hokeja līga | 1  | 0                | 0                | 0                | 2                | -                | -  | -                    | -                    | -                    |                      |                      |
| 2018-2019 | Arlan Kökşetaw                    | Kazakhstan          | 7  | 1                | 0                | 1                | 2                | -                | -  | -                    | -                    | -                    |                      |                      |
| 2018-2019 | HC Košice                         | Extraliga           | 8  | 2                | 2                | 4                | 0                | 6                | 2  | 2                    | 4                    | 2                    |                      |                      |
| 2019-2020 | HK Ertis Pavlodar                 | Kazakhstan          | 49 | 30               | 25               | 55               | 12               | -                | -  | -                    | -                    | -                    |                      |                      |
| 2020-2021 | TH Unia Oświęcim                  | PHL                 | 35 | 11               | 15               | 26               | 12               | 6                | 2  | 2                    | 4                    | 0                    |                      |                      |
| 2021-2022 | HC Mariupol                       | UHL                 | 23 | 12               | 20               | 32               | 4                | -                | -  | -                    | -                    | -                    |                      |                      |
| 2021-2022 | Capitals de Jérusalem             | IEHL                | 10 | 16               | 14               | 30               | 0                | -                | -  | -                    | -                    | -                    |                      |                      |
| 2022-2023 | Marquis de Jonquière              | LNAH                | 27 | 13               | 14               | 27               | 16               | 5                | 2  | 2                    | 4                    | 0                    |                      |                      |

### En équipe nationale
| Année | Équipe     | Compétition                 |   | PJ | B  | A  | Pts | Pun                |  | Résultat |
| 2005  | Israël U18 | Championnat du monde U18 D3 | 5 | 4  | 5  | 9  | 4   | Médaille de bronze |  |          |
| 2006  | Israël U18 | Championnat du monde U18 D3 | 5 | 6  | 8  | 14 | 8   | Médaille d'argent  |  |          |
| 2008  | Israël U18 | Championnat du monde U18 D2 | 5 | 2  | 2  | 4  | 8   | 6e place           |  |          |
| 2010  | Israël     | Championnat du monde D2     | 5 | 3  | 3  | 6  | 12  | 6e place           |  |          |
| 2011  | Israël     | Championnat du monde D3     | 4 | 14 | 12 | 26 | 0   | Médaille d'or      |  |          |
| 2012  | Israël     | Championnat du monde D2B    | 5 | 9  | 5  | 14 | 0   | 5e place           |  |          |
| 2014  | Israël     | Championnat du monde D2A    | 5 | 3  | 6  | 9  | 2   | 6e place           |  |          |
| 2019  | Israël     | Championnat du monde D2B    | 5 | 7  | 8  | 15 | 0   | Médaille d'or      |  |          |
| 2022  | Israël     | Championnat du monde D2A    | 4 | 1  | 2  | 3  | 0   | 5e place           |  |          |

## Vie privée
Sherbatov est juif non-pratiquant. Il n'a pas d'objection religieuse à jouer durant le sabbat ou durant des fêtes religieuses. Il possède la nationalité canadienne et israélienne. Après son départ d'Israël à l'âge de deux ans, il ne retourne pas au pays durant le reste de son enfance. Il vit à Laval, en banlieue de Montréal, avec sa femme Somaly, sa fille Louna (née en février 2020) et son fils Tuvia (né entre décembre 2021 et janvier 2022),.
Il est un ami d'enfance de Simon Després, avec qui il a joué lors de leur passage au HC Slovan Bratislava.